# Jean-Christophe Roux
Jean-Christophe Roux (* 21. Juli 1969) ist ein französischer Karambolagespieler und mehrfacher nationaler Meister im Dreiband. 

## Karriere
Als Amateurspieler spielt Roux fast ausschließlich auf nationaler Ebene, dort nur im Dreiband, die klassischen Serienspiele Freien Partie und Cadre lernte er am Anfang seiner Laufbahn als Billardspieler. Seine erste Medaille bei einem nationalen Turnier gewann er 2003 in Troyes mit Bronze. Mit sechs Goldmedaillen bei den Französischen Dreiband-Meisterschaften steht er auf Platz vier der erfolgreichsten Spieler Frankreichs, hinter Richard Bitalis (11), Roger Hanoun (8) und Jérémy Bury (8). Beim Nationalturnier der FFB gewann er insgesamt 22 Medaillen, davon neun Mal Gold. Sein größter internationaler Erfolg war die Silbermedaille bei der Dreiband-Europameisterschaft 1997 im luxemburgischen Bad Mondorf. Er unterlag dort im Finale dem Spanier Daniel Sánchez mit 0:3 Sätzen. Zwischen 1998 und 2015 nahm er insgesamt zehn Mal an der Dreiband-Weltmeisterschaft für Nationalmannschaften in Viersen teil und kam mit seinem Teamkollegen Bury 2004 auf den dritten Platz. Er spielte für den französischen Unternehmensclub „AS AGIPI“, kam aber bei den AGIPI Billard Masters nie auf Platzierungsränge. Mit ihm nahm er auch am Coupe d’Europe teil und konnte mit seinen Teamkollegen Frédéric Caudron, Bury und Marco Zanetti die Trophäe insgesamt vier Mal in Folge gewinnen.
In Zusammenarbeit mit dem französischen TV-Sender Kozoom hat er 2003 eine Trainings-DVD herausgebracht.

## Veröffentlichung
- „Learn 3 Cushion Billiard“, Trainings-DVD (Englisch, Französisch)[1]

## Erfolge
- Dreiband-Weltmeisterschaft für Nationalmannschaften:  2004
- Coupe d’Europe: 2009–2012   2013
- Dreiband-Europameisterschaft:  1997
- Französische Dreiband-Meisterschaft:  1999, 2002, 2007, 2009, 2010, 2014  2004, 2005  2013, 2016
- FFB-Turnier:  2003, 2004, 2006, 2007, 2008, 2011, 2015 (2×), 2016  2003 (3×), 2004, 2010, 2011, 2012, 2013, 2017  2002, 2006, 2007, 2017

Quellen: 